# Mariusz Handzlik
Mariusz Handzlik (11 de junho de 1965 - 10 de abril de 2010) foi um diplomata polaco.
Foi uma das vítimas do acidente do Tu-154 da Força Aérea Polonesa.